# Jugoslawische Fußballnationalmannschaft

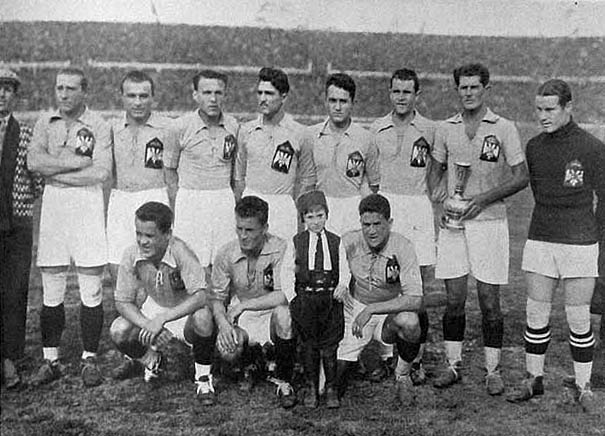
Jugoslawische Nationalmannschaft bei der WM 1930.

Die jugoslawische Fußballnationalmannschaft (serbokroatisch: Jugoslovenska Fudbalska reprezentacija / Jugoslavenska Nogometna reprezentacija / Југословенска Фудбалска репрезентација) war eine von 1920 bis 1992 bestehende Fußball-Auswahl, die – teilweise sehr erfolgreich – an zahlreichen internationalen Turnieren teilgenommen hat.

## Geschichte
Zehn Jahre nach der Aufnahme des jugoslawischen Fußballverbandes in die FIFA wurde im Jahr 1930 mit dem Erreichen des Halbfinales der ersten Fußball-Weltmeisterschaft einer der größten internationalen Erfolge der Verbandsgeschichte gefeiert. Auf internationalem Parkett haben sich in den folgenden Jahrzehnten häufig Licht und Schatten abgewechselt. Bei einer Reihe von Europa- und Weltmeisterschaften war das Nationalteam dabei und wurde sogar zweimal Vize-Europameister. In anderen Jahren konnte es sich hingegen nicht für die betreffenden Endrunden qualifizieren.
Ab 1992 war aufgrund des Zerfalls Jugoslawiens und der Kriege in dieser Region die Fußballnationalmannschaft mehrfach nicht zur Qualifikation für Europa- bzw. Weltmeisterschaften zugelassen worden.
Vor der Fußball-Europameisterschaft 1992 hatte sich Jugoslawien sportlich qualifiziert, wurde dann aber von der UEFA ausgeschlossen, da keine Mannschaft das zerfallene Jugoslawien repräsentieren konnte. Dafür rückte das nicht qualifizierte Dänemark nach und wurde schließlich Europameister.
Etwas Kurioses passierte am 7. Juni 1983 vor dem Spiel zwischen Jugoslawien und der deutschen Fußballnationalmannschaft in Luxemburg anlässlich des 75. Jubiläums des luxemburgischen Verbandes. Als jugoslawische Nationalhymne wurde versehentlich die Hymne des Königreichs Jugoslawien von 1929 bis 1941 gespielt. Daraufhin weigerten sich die Jugoslawen solange anzutreten, bis ihre richtige (damals aktuelle) Hymne gespielt wurde. Dies geschah erst nach zirka eineinhalb Stunden.

## Internationale Wettbewerbe

### Die Nationalmannschaft bei den Olympischen Spielen
| 1908 in London       | nicht teilgenommen                  |
| 1912 in Stockholm    | nicht teilgenommen                  |
| 1920 in Antwerpen    | Vorrunde                            |
| 1924 in Paris        | Qualifikation                       |
| 1928 in Amsterdam    | Achtelfinale                        |
| 1936 in Berlin       | nicht teilgenommen                  |
| 1948 in London       | Zweiter                             |
| 1952 in Helsinki     | Zweiter                             |
| 1956 in Melbourne    | Zweiter                             |
| 1960 in Rom          | Olympiasieger                       |
| 1964 in Tokio        | Viertelfinale                       |
| 1968 in Mexiko-Stadt | in der Qualifikation zurückgetreten |
| 1972 in München      | nicht qualifiziert                  |
| 1976 in Montreal     | nicht qualifiziert                  |
| 1980 in Moskau       | Vierter                             |
| 1984 in Los Angeles  | Dritter                             |
| 1988 in Seoul        | Vorrunde                            |

### Die Nationalmannschaft bei Weltmeisterschaften
| Jahr | Gastgeberland | Teilnahme bis …    | Letzter Gegner                | Ergebnis | Trainer             | Bemerkungen und Besonderheiten |
| ---- | ------------- | ------------------ | ----------------------------- | -------- | ------------------- | --- |
| 1930 | Uruguay       | Halbfinale         | Uruguay                       | Vierter  | Boško Simonović     | kein Spiel um Platz 3 |
| 1934 | Italien       | nicht qualifiziert |                               |          |                     | In der Qualifikation an der Schweiz und Rumänien gescheitert                                                                                   |
| 1938 | Frankreich    | nicht qualifiziert |                               |          |                     | In der Qualifikation an Polen gescheitert |
| 1950 | Brasilien     | Vorrunde           | Schweiz, Mexiko, Brasilien    | 5.       | Milorad Arsenijević | |
| 1954 | Schweiz       | Viertelfinale      | Deutschland                   | 7.       | Aleksandar Tirnanić | |
| 1958 | Schweden      | Viertelfinale      | Deutschland                   | 5.       | Aleksandar Tirnanić | |
| 1962 | Chile         | Spiel um Platz 3   | Chile                         | Vierter  | Ljubomir Lovrić     | Im Halbfinale an der Tschechoslowakei gescheitert. Dražan Jerković erzielt ebenso viele Tore wie der als Torschützenkönig ausgeloste Garrincha |
| 1966 | England       | nicht qualifiziert |                               |          |                     | In der Qualifikation an Frankreich gescheitert                                                                                                 |
| 1970 | Mexiko        | nicht qualifiziert |                               |          |                     | In der Qualifikation an Belgien gescheitert |
| 1974 | Deutschland   | Zwischenrunde      | Deutschland, Polen, Schweden  | 7.       | Miljan Miljanić     | Das 9:0 in der Vorrunde gegen Zaire war bis zum 15. Juni 1982 der höchste WM-Sieg                                                              |
| 1978 | Argentinien   | nicht qualifiziert |                               |          |                     | In der Qualifikation an Spanien gescheitert |
| 1982 | Spanien       | Vorrunde           | Nordirland, Spanien, Honduras | 16.      | Miljan Miljanić     | |
| 1986 | Mexiko        | nicht qualifiziert |                               |          |                     | In der Qualifikation an Frankreich und Bulgarien gescheitert                                                                                   |
| 1990 | Italien       | Viertelfinale      | Argentinien                   | 5.       | Ivica Osim          | Aus im Elfmeterschießen |

### Die Nationalmannschaft bei Europameisterschaften
Jugoslawien konnte sich sportlich für jede zweite EM-Endrunde qualifizieren, zweimal mit vier Teilnehmern, wobei man einmal Gastgeber wurde, und zweimal mit acht Teilnehmern. Nach der letzten Qualifikation erfolgte aber kurz vor Turnierbeginn der Ausschluss. Jugoslawien wurde durch Dänemark ersetzt, das den Titel gewinnen konnte.
| Jahr | Gastgeberland  | Teilnahme bis …                                                            | Letzte(r) Gegner              | Ergebnis | Bemerkungen und Besonderheiten |
| ---- | -------------- | -------------------------------------------------------------------------- | ----------------------------- | -------- | --- |
| 1960 | Frankreich     | Finale                                                                     | UdSSR                         | 2. Platz | |
| 1964 | Spanien        | nicht qualifiziert                                                         |                               |          | Im Achtelfinale an Schweden gescheitert.                                                                                              |
| 1968 | Italien        | Finale                                                                     | Italien                       | 2. Platz | Niederlage im Wiederholungsspiel |
| 1972 | Belgien        | nicht qualifiziert                                                         |                               |          | In der Viertelfinale an der UdSSR gescheitert                                                                                         |
| 1976 | Jugoslawien    | Spiel um Platz 3                                                           | Niederlande                   | Vierter  | Im Halbfinale an Titelverteidiger Deutschland erst in der Verlängerung gescheitert.                                                   |
| 1980 | Italien        | nicht qualifiziert                                                         |                               |          | In der Qualifikation an Spanien gescheitert                                                                                           |
| 1984 | Frankreich     | Vorrunde                                                                   | Belgien, Dänemark, Frankreich |          | Nach drei Niederlagen als Gruppenletzter ausgeschieden                                                                                |
| 1988 | BR Deutschland | nicht qualifiziert                                                         |                               |          | In der Qualifikation an England gescheitert                                                                                           |
| 1992 | Schweden       | qualifiziert, wegen der Jugoslawienkriege aber vom Turnier ausgeschlossen. |                               |          | Die anderen vorigen Teilrepubliken Jugoslawiens waren gegen die Teilnahme von Serbien und Montenegro an der EM im Namen Jugoslawiens. |

## Wichtige Spieler und Trainer
→Siehe auch Kategorie:Fußballnationalspieler (Jugoslawien)

### Spieler mit der größten Anzahl von Toren bei Länderspielen
- Stjepan Bobek: 38
- Milan Galić: 37
- Blagoje Marjanović: 36
- Rajko Mitić: 32
- Dušan Bajević: 29
- Todor Veselinović: 28
- Bora Kostić: 26
- Zlatko Vujović: 25
- Dragan Džajić: 23
- Bernard Vukas: 22
- Safet Sušić: 21
- Slaven Zambata: 21
- Đorđe Vujadinović: 18
- Muhamed Mujic: 17
- Darko Pančev: 17
- Branko Zebec: 17
- Miloš Milutinović 16
- Aleksandar Živković: 15
- Dejan Savićević: 14
- Željko Čajkovski: 12
- Aleksandar Tirnanić: 12

### Beste Torhüter
- Enver Marić: 32
- Vladimir Beara: 59
- Tomislav Ivković: 38
- Milutin Šoškić: 49

### Trainer
- Boško Simonović (1930–1935, 1939–1940)
- Aleksandar Tirnanić (1948–1958) (?)
- Ljubomir Lovrić (1959–1964)
- Miljan Miljanić (1965–1966, 1973–1974, 1979–1982)
- Rajko Mitić (1967–1970)
- Vujadin Boškov (1971–1973)
- Tomislav Ivić (1973–1974)
- Todor Veselinović (1982–1984)
- Ivica Osim (1986–1991)